# Megalithen von Saa
Die Megalithen von Saa findet man 15 Kilometer nordöstlich der Stadt Nkambé in der Provinz Nord-Ouest in Kamerun. Die Megalithen gehören zur Kommune Limbum im Département Donga-Matung.
Im Umkreis von drei bis vier Kilometern vom Dorf Saa findet man zwei Gruppen von Megalithen. 
- Die erste findet man bei Saa-Mbura. Die Megalithen erstrecken sich auf einer Fläche von ca. 1 km².
- Die zweite Gruppe ist in Saa-Machup. Die Steine sind in einer Linie ausgerichtet oder in Kreisen bzw. einem Quadrat angeordnet. Wie verknüpfte Elemente gibt es runde flache Platten, Monolithen und eingepasste Stücke.

Eine genaue Datierung der Entstehung der Megalithen von Saa ist noch nicht möglich. Doch ähnlich wie die Megalithen von Tazunu de Bouar in der Zentralafrikanischen Republik werden sie auf eine Zeit vor Beginn unserer Zeitrechnung geschätzt.
Seit dem 18. April 2006 sind die Megalithen von Saa auf der Vorschlagsliste zum UNESCO-Welterbe.